# تووالو
تووالو (Tuvalu) کشوری جزیره‌ای در اقیانوس آرام است و پایتخت آن فونافوتی است. این جزیره که در گروه جزایر پلی‌نزی قرار دارد، سابقاً جزایر الیس نامیده می‌شده‌است.
این کشور شامل سه جزیرهٔ صخره‌ای و شش جزیره مرجانی است. از نزدیک‌ترین همسایگان این کشور می‌توان از کیریباتی، نائورو، ساموآ و فیجی نام برد.
تووالو ۱۱۱۹۲ نفر جمعیت دارد. مساحت جزایر تووالو ۲۶ کیلومتر مربع (۱۰ مایل) است.
اولین ساکنان تووالو پولینزی‌ها بودند. اعتقاد بر این است که پولینزی‌های از جزایر ساموآ و تونگا به تووالو آمده‌اند.

## ساختار سیاسی

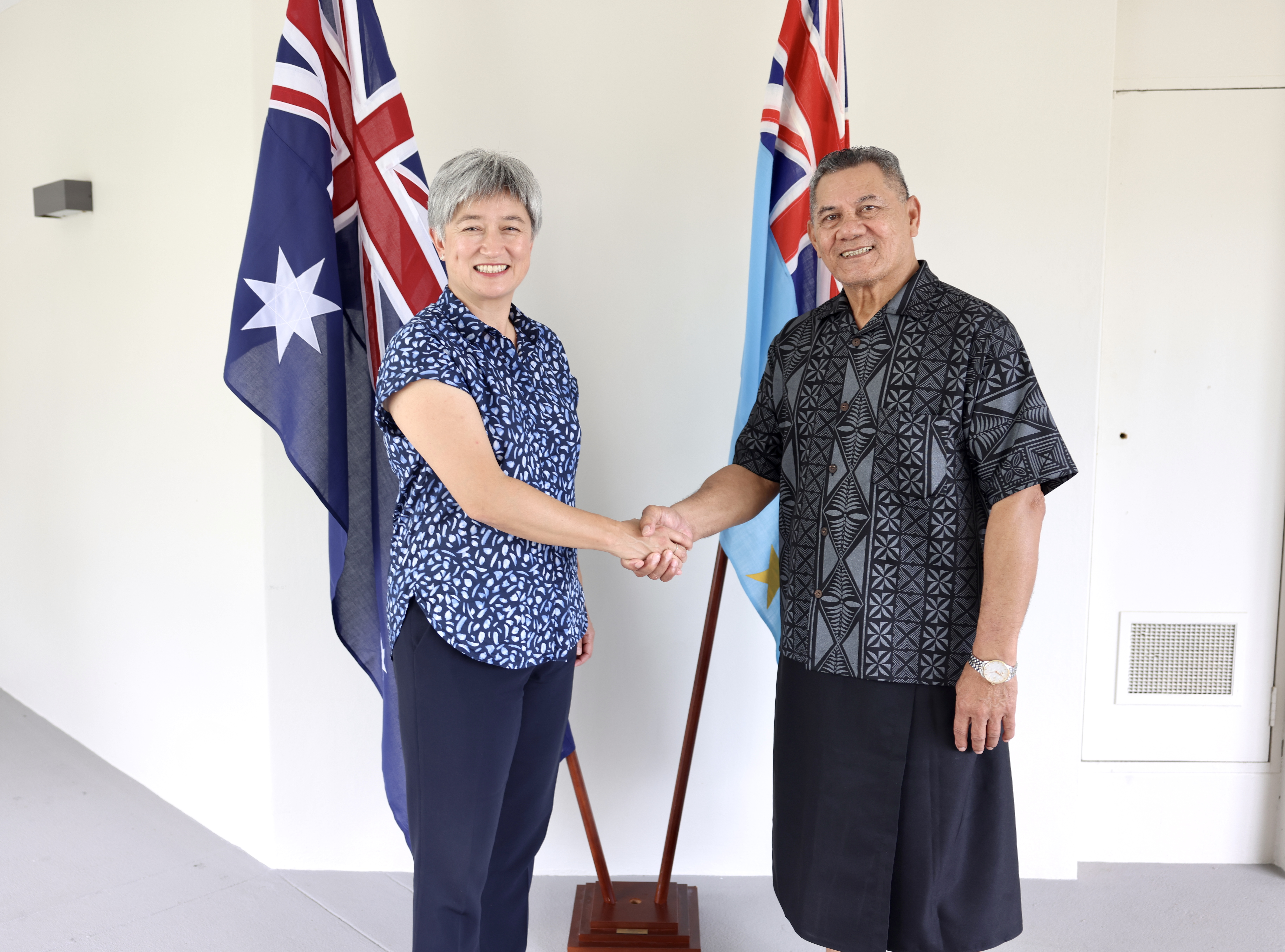
ناتانو نخست‌وزیر تووالو با پنی وانگ وزیر امور خارجه استرالیا

این کشور در قرن نوزدهم میلادی مستعمره انگلیس شد و در سال ۱۹۷۸ این کشور استقلال خود را به دست آورد.
در تووالو که به صورت پادشاهی اداره می‌شود، پادشاه انگلستان رئیس حکومت است و نمایندگی از او را یک حکمران در این کشور به عهده دارد.
حکمران را پادشاه انگلستان با پیشنهاد نخست‌وزیر تووالو انتخاب می‌کند.
در این کشور نخست‌وزیر رئیس دولت است. او و معاونش با رأی اعضای مجلس و از میان آن‌ها انتخاب می‌شوند.
- آپیسای للمیا نخست‌وزیر تووالو (۲۰۱۰–۲۰۰۶)

مجلس نمایندگان این کشور ۱۵ کرسی دارد که نمایندگان آن با رأی مردم برای دوره‌ای چهار ساله انتخاب می‌شوند.

## جغرافیا

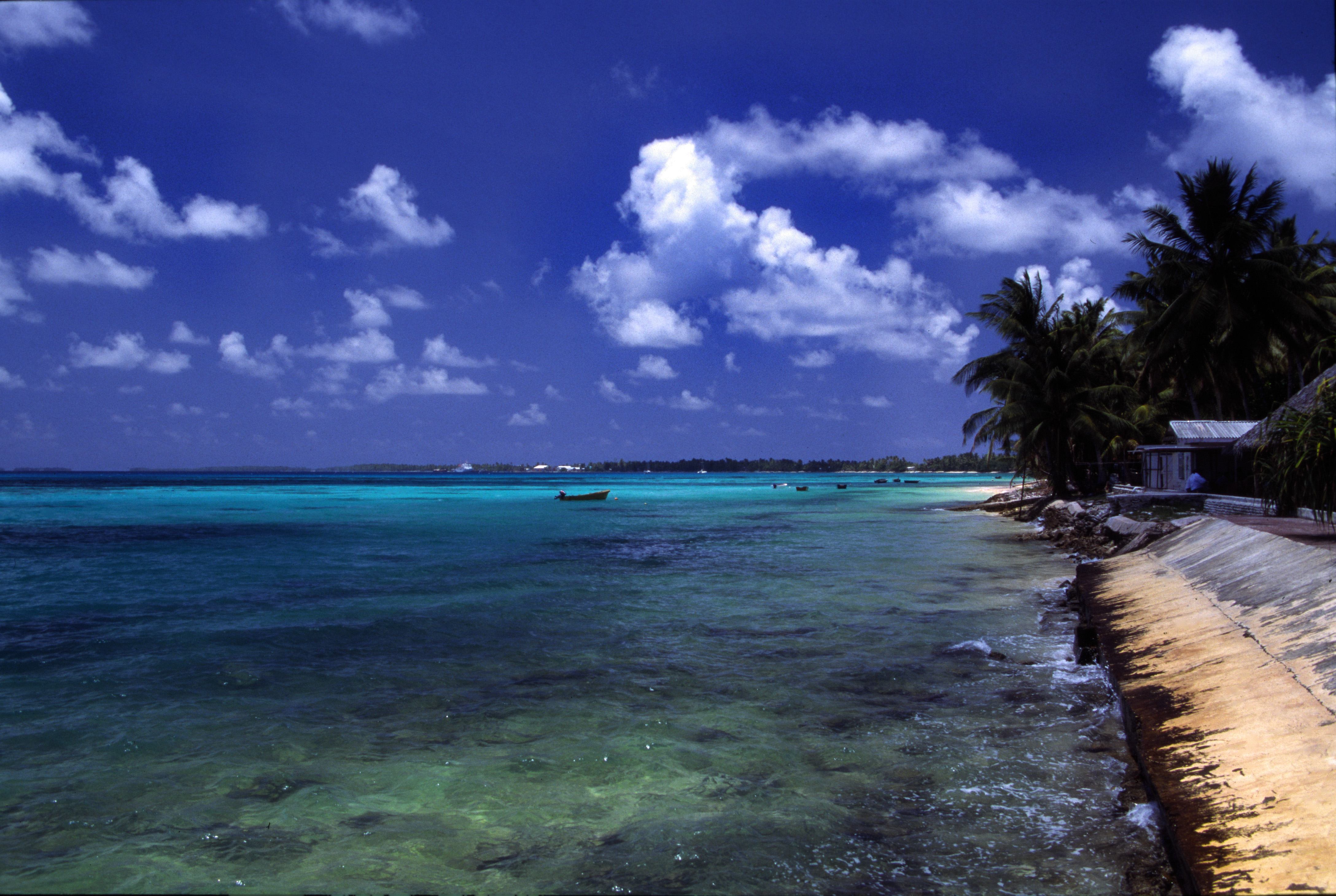
یک روز آفتابی در ساحل تووالو

این کشور در میانه راه جزایر هاوایی و استرالیا قرار دارد و با کیریباتی، فیجی و ساموآ همسایه است. از نظر مساحت پس از واتیکان، موناکو و ناورو، کوچک‌ترین کشور جهان است.
تووالو که در شمال فیجی قرار دارد، از ۹ جزیرهٔ مرجانی در اقیانوس آرام تشکیل شده‌است. آب و هوای آن، گرمسیری بوده و میزان بارش سالانه آن به ۳۰۰ سانتی‌متر می‌رسد.
این کشور که تماماً مسطح است، هیچ نقطه‌ای با ارتفاعی بیش از ۴٫۵ متر ندارد. به همین دلیل مسئله گرم شدن جهانی به معضلی مهم برای این کشور تبدیل شده‌است. در این کشور هیچ رودخانه‌ای جریان ندارد، به همین دلیل زندگی مردم به باران بسیار وابسته‌است.
منبع تغذیه اصلی مردم این کشور، ماهی می‌باشد. همچنین، میوه و نارگیل در این کشور کشت می‌شود. به جز ماهی، صادرات دیگری ندارد و تقریباً کلیه کالاهای مصرفی را از کشورهای خارجی، خریداری می‌کند.

## جزایر
| نام جزیره             | توضیح                     |
| --------------------- | ------------------------- |
| فونافوتی              | آبسنگی با دست کم ۳۰ جزیره |
| نانومانگا یا نانوماگا |                           |
| نانومئا               | آبسنگی با دست کم ۶ جزیره  |
| نیولاکیتا             |                           |
| نیوتائو               |                           |
| نوئی                  | آبسنگی با دست کم ۲۱ جزیره |
| نوکوفتائو             | آبسنگی با دست کم ۳۳ جزیره |
| نوکولائه‌لائه          | آبسنگی با دست کم ۱۵ جزیره |
| وایتوپو               | آبسنگی با دست کم ۹ جزیره  |

## آب و هوا
| داده‌های اقلیم فونافوتی  | داده‌های اقلیم فونافوتی | داده‌های اقلیم فونافوتی | داده‌های اقلیم فونافوتی | داده‌های اقلیم فونافوتی | داده‌های اقلیم فونافوتی | داده‌های اقلیم فونافوتی | داده‌های اقلیم فونافوتی | داده‌های اقلیم فونافوتی | داده‌های اقلیم فونافوتی | داده‌های اقلیم فونافوتی | داده‌های اقلیم فونافوتی | داده‌های اقلیم فونافوتی | داده‌های اقلیم فونافوتی |
| ماه                     | ژانویه                 | فوریه                  | مارس                   | آوریل                  | مه                     | ژوئن                   | ژوئیه                  | اوت                    | سپتامبر                | اکتبر                  | نوامبر                 | دسامبر                 | سال                    |
| ----------------------- | ---------------------- | ---------------------- | ---------------------- | ---------------------- | ---------------------- | ---------------------- | ---------------------- | ---------------------- | ---------------------- | ---------------------- | ---------------------- | ---------------------- | ---------------------- |
| میانگین بیش‌ترین °C (°F) | ۳۱ (۸۷)                | ۳۰ (۸۶)                | ۳۰ (۸۶)                | ۳۱ (۸۷)                | ۳۱ (۸۷)                | ۳۰ (۸۶)                | ۳۰ (۸۶)                | ۳۰ (۸۶)                | ۳۰ (۸۶)                | ۳۱ (۸۷)                | ۳۱ (۸۷)                | ۳۱ (۸۷)                | ۳۰ (۸۶٫۵)              |
| میانگین کم‌ترین °C (°F)  | ۲۷ (۸۱)                | ۲۷ (۸۱)                | ۲۷ (۸۱)                | ۲۷ (۸۱)                | ۲۸ (۸۲)                | ۲۷ (۸۱)                | ۲۷ (۸۱)                | ۲۷ (۸۱)                | ۲۷ (۸۱)                | ۲۷ (۸۱)                | ۲۷ (۸۱)                | ۲۷ (۸۱)                | ۲۷ (۸۰٫۵)              |
| بارندگی میلی‌متر (اینچ)  | ۳۹۰ (۱۵٫۳)             | ۳۵۰ (۱۳٫۹)             | ۳۱۰ (۱۲٫۴)             | ۲۵۰ (۱۰)               | ۲۴۰ (۹٫۳)              | ۲۴۰ (۹٫۳)              | ۲۶۰ (۱۰٫۴)             | ۲۵۰ (۹٫۸)              | ۲۳۰ (۹٫۱)              | ۲۷۰ (۱۰٫۵)             | ۲۸۰ (۱۰٫۹)             | ۳۹۰ (۱۵٫۵)             | ۳٬۵۰۰ (۱۳۷٫۷)          |
| منبع: Weatherbase       |                        |                        |                        |                        |                        |                        |                        |                        |                        |                        |                        |                        |                        |

## اقتصاد

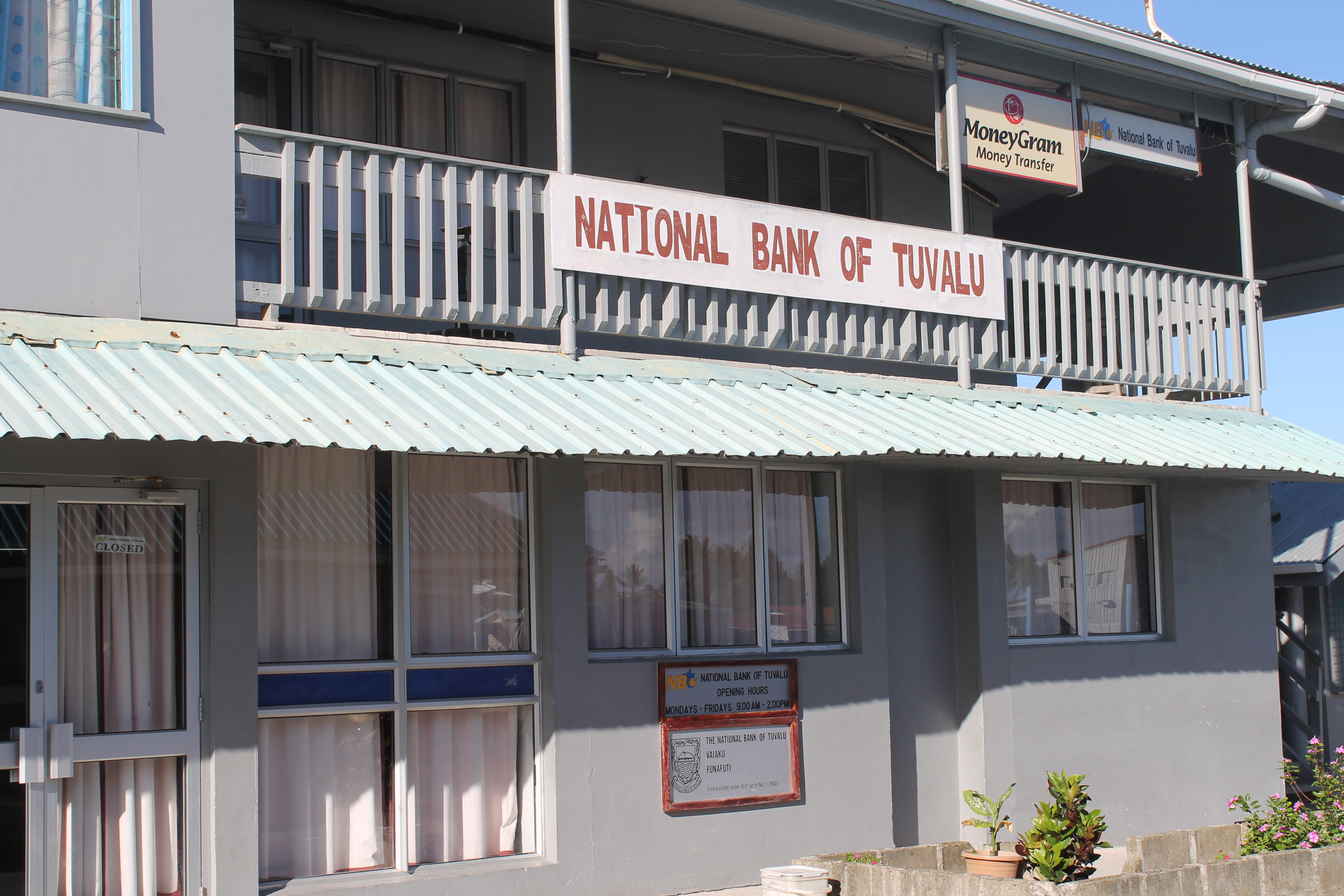
National Bank of Tuvalu

تووالو تقریباً هیچ منبع طبیعی ندارد و شکل اصلی درآمد آن از کمک‌های خارجی است. تقریباً تنها مشاغل در جزایر که دستمزد یا حقوق ثابت می‌پردازند، مشاغل دولتی است. کشاورزی معیشتی و ماهیگیری همچنان فعالیت‌های اقتصادی اولیه هستند، به ویژه در جزیره پایتخت یعنی فونافوتی. درآمدهای دولت عمدتاً از فروش تمبر و سکه، مجوزهای ماهیگیری و حواله‌های کارگران حاصل می‌شود.
حدود ۸۰۰ تووالوایی قبلاً در نائورو در صنعت معدن فسفات یا در کشتی‌های خارجی به عنوان ملوان کار می‌کردند اما هنگامی که استخراج فسفات در نائورو متوقف شد، این افراد به تووالو بازگشتند.
درآمد قابل توجهی سالانه از صندوق اعتماد تووالو دریافت می‌شود که در سال ۱۹۸۷ توسط استرالیا، نیوزلند و بریتانیا تأسیس شد و همچنین توسط ژاپن و کره جنوبی حمایت می‌شود. این صندوق از ۱۷ میلیون دلار اولیه به بیش از ۳۵ میلیون دلار در سال ۱۹۹۹ افزایش یافت. دولت ایالات متحده همچنین منبع درآمد عمده ای برای تووالو است، با پرداخت‌های سال ۱۹۹۹ از معاهده ۱۹۸۸ در مورد شیلات حدود ۹ میلیون دلار، که انتظار می‌رود کل آن سالانه افزایش یابد. در سال ۱۹۹۸، تووالو شروع به کسب درآمد از استفاده از کد منطقه خود برای خطوط "۹۰۰" و از فروش نام دامنه اینترنتی ".tv" خود کرد. در سال ۲۰۰۰، تووالو قراردادی را برای اجاره نام دامنه اینترنتی خود ".tv" به مبلغ ۵۰ میلیون دلار به عنوان حق امتیاز مذاکره کرد. به دلیل دورافتادگی کشور، گردشگری درآمد چندانی به همراه ندارد. تخمین زده می‌شود که سالانه صد گردشگر از تووالو بازدید کنند. تقریباً همه بازدیدکنندگان مقامات دولتی، امدادگران، مقامات سازمان‌های غیردولتی یا مشاوران هستند.
تولید ناخالص داخلی در این کشور ۱۴٫۹۴ میلیون دلار است. سه هزار و ۶۱۵ نفر نیروی کار این کشور را تشکیل می‌دهند. زندگی بخش زیادی از مردم آن با ماهی‌گیری یا پولی که افراد فامیل از خارج از کشور می‌فرستند تأمین می‌شود. نرخ تورم در آن در سال ۲۰۰۷ میلادی ۳٫۸ درصد بود.

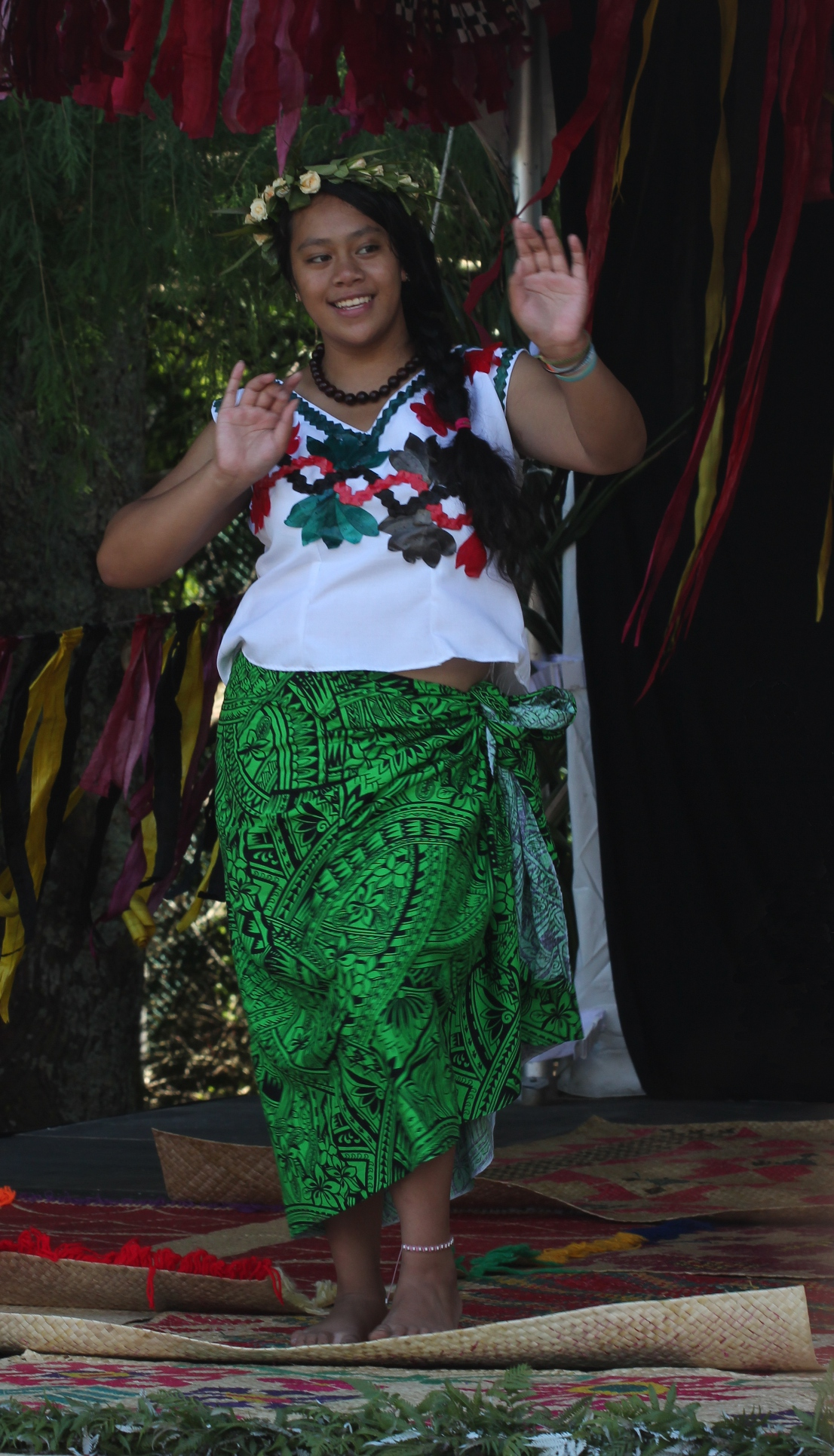

محصولات صادراتی این کشور شامل نارگیل و ماهی است که به کشورهای آلمان (۶۰٫۵ درصد)، ایتالیا (۲۰٫۱ درصد) و فیجی (۲۰٫۱ درصد) صادر می‌شود. محصولات وارداتی این کشور شامل غذا، احشام، سوخت‌های فسیلی، ماشین‌آلات و کالاهای تولید شده‌است که از کشورهای فیجی (۴۶٫۱ درصد)، ژاپن (۱۸٫۹ درصد)، چین (۱۸٫۲ درصد)، استرالیا (۷٫۷ درصد) و نیوزیلند (۴٫۱ درصد) وارد می‌گردد.

## مردم
جمعیت این کشور حدود ۱۲ هزار نفر با میانگین سنی ۲۵ سال است. امید به زندگی برای زنان ۷۱ و برای مردان ۶۸ سال است. در این کشور زبان‌های تووالویی و انگلیسی رایج است.

## ارتباطات
در این کشور ۹۰۰ خط تلفن ثابت و یک هزار و ۳۰۰ خط تلفن همراه وجود دارد. تووالو ۳۰ هزار و ۲۰۰ میزبان اینترنتی و یک هزار و ۳۰۰ کاربر اینترنت دارد.